# 間宮茂輔
間宮 茂輔（まみや もすけ、1899年2月20日 - 1975年1月12日）は、日本の小説家。

## 来歴
東京出身。本名は真言（まこと）。慶應義塾大学中退。『ネスト』『不同調』といった同人雑誌に加わり、『文藝戦線』に参加してプロレタリア作家として活動、1933年逮捕され下獄、1935年に転向し出獄、『人民文庫』1937年5月-1938年1月に発表した『あらがね』が第6回芥川龍之介賞候補に選ばれ、代表作となった。戦争中は農民文学懇話会に所属、戦後は新日本文学会、日本民主主義文学同盟に加わった。作家の間宮武（1926-　、筆名・真崎浩）は甥。

## 著作
- あらがね 正続 小山書店 1938
- 突棒船 竹村書房 1938
- 無花果の家 改造社 1939
- 現代の英雄 新潮社 1939
- 怒濤 春陽堂 1939
- 野の断層 新潮社 1939（土の文学叢書）
- いのちのかぎり 実業之日本社 1940
- 陰のある庭 実業之日本社 1941
- 谷間 有光社 1941
- 真珠の胎 三田文学出版部 1942
- 火箭の譜 小山書店 1944
- 毒鴎 民報社 1946
- 過去の人 玄理社 1948
- 噴煙の下に 理論社 1955
- わかもの 芸術社 1955
- 孤愁の中で 東方社 1955
- 評伝イリヤ・エレンブルグ 芸術社 1956
- 党員作家 愛と智においてすべてを 同光社出版 1958
- 鯨工船 同光社出版 1959
- 三百人の作家 五月書房 1959
- わが性のすべて 新読書社出版部 1959
- 女相続人 東西五月社 1959
- 白夜の海 理論社 1966
- 民族としての在日朝鮮人 その若き民族継承世代の誕生 汐文社 1967
- 広津和郎 この人との五十年 理論社 1969（たいまつ双書）